# Койот проти Акме
«Койот проти Акме» (англ. Coyote vs. Acme) — майбутній анімаційно-ігровий фільм режисера Дейва Гріна та продюсера Джеймса Ґанна за мотивами короткометражних епізодів про Хитрого Койота і Дорожнього бігуна. В основі сюжету лежить есе Яна Фрейзера про протистояння компанії ACME і койота Вайла. Це перший сольний фільм Looney Tunes і перший, що підтримує формат IMAX 3D. Головні ролі виконували Джон Сіна та Вілл Форте.
Випустити фільм, присвячений певному герою франшизи (Марвін Марсіанин, Пепе ле П'ю, Вайл І. Койот) студія Warner Bros збиралася ще з моменту успіху спортивного блокбастера «Космічний Джем», але жоден із запланованих проектів так і не вдалося втілити в життя, доки у 2018 році не було офіційно заявлено, що «Койот проти Акме» знаходиться на ранній стадії пре-продакшну. У грудні 2020 року провідними сценаристами картини призначені Джеймс Ґанн — режисер кінотрилогії «Вартові галактики» та бойовика «Загін Самогубців: Місія навиліт», і Самі Берч, яка раніше знімала короткий метр і дебютувала сценаристом фільму «Травень, грудень». Проєкт буде поєднувати в собі елементи комедії та судової драми, а також гібридний стиль за типом «Хто підставив кролика Роджера».
У широкий прокат мав вийти 21 липня 2023 року, але через зміну в розкладі проектів було відкладено на невизначений термін, поки 9 листопада того ж року не стало відомо, що фільм скасовано та прибрано у сховище студії. 31 березня 2025 року Warner Bros. продала права на фільм дистрибутору Ketchup Entertainment, оголосив про вихід картини на екрани в 2026 році. Вихід фільму запланований на 28 серпня 2026 року.

## Сюжет
Сповнений рішучості знищити ACME — виробника неякісної анімаційної продукції — Вайлі Койот залишає пустелю і вирушає до Альбукерке, де заручається послугами Кевіна — змученого адвоката з рекламного оголошення (Вілл Форте). Незабаром цей динамічний дует разом із амбітною та добросерцевою племінницею Кевіна Пейдж (Лана Кондор) виявляються по вуха в проблемах ще до того, як вони мають постати перед судом з жахливим адвокатом ACME (Джон Сіна).

## У ролях
| Актор                      | Роль                               |      |
| Люди                       | Люди                               | Люди |
| -------------------------- | ---------------------------------- | ---- |
| Вілл Форте                 | Кевін адвокат Койота               |      |
| Джон Сіна                  | Бадді Крейн представник ACME       |      |
| Лана Кондор                | Пейдж племінниця Кевіна            |      |
| Геєс Гарґроув              | репортер Big Time News             |      |
| Пі Джей Бірн               | Білл                               |      |
| Ненсі Лайнхен-Чарльз       | Черрі                              |      |
| Луїс Гусман                | суддя                              |      |
| Мультиплікаційні персонажі |                                    |      |
| Ерік Бауза                 | Койот, Даффі Дак, Марвін Марсіанин |      |
| Джефф Бергман              | Багз Банні, Фоггорн Леггорн        |      |
| Такер Гоукей               | Дорожній Бігун                     |      |
| Боб Берген                 | Твіті, Поркі                       |      |
| Кенді Міло                 | Бабуся                             |      |

## Виробництво

### Інші проекти Looney Tunes
Після касового провалу фільму «Луні Тюнз: Знову у дії» у 2003 році ідея перезапустити мультяшну франшизу на великих екранах біля студії
Warner Bros. з'явилася лише через п'ять років з анонсом 29 липня 2008 року різдвяної комедії про інопланетянина Марвіні з Майком Мейєрсом та Крістофером Лі у головних ролях. Однак через незрозумілу причину зйомки фільму, вихід якого було призначено на 7 жовтня 2011 року, скасували і від них залишилася лише невелика сцена, яка нині доступна для перегляду.
В один час з «Койотом», 7 жовтня 2010 року, почалася підготовка зйомок історії про Пепе ле П'ю. Анімаційна стрічка під назвою «Місто вогнів» (англ. City of Light) про паризького скунса та його любовного інтересу, кішку Пенелопу, повинен був поєднувати у собі жанр французьких комедій для пограбування 60-х років з елементами романтичної драми. Озвучувати персонажа повинен був Майк Мейєрс, а в числі інших героїв фігурували кіт Сільвестр, мисливець Елмер Фадд та Вайл І. Койот. У липні 2016 року на щорічній виставці Comic-Con в Сан-Дієго Макс Лендіс заявив, що бере участь у написанні сценарію. У мережі можна знайти два сценарні листи з діалогами персонажів та кілька концепт-артів.

### Знімальна група
На хвилі популярності «Космічного джему» з Майклом Джорданом передбачалася ціла серія фільмів із героями Looney Tunes. У 2000 році Брайан Лінч підготував пілотний сценарій для фільму з Вайлом І. Койотом під робочою назвою «Space Count». Його сюжет багато в чому наслідував оригінальну історію Яна Фрейзера, але так і не був прийнятий через заморозку картини.
У 2010 році брати Ден та Кевін Хейгмени захотіли відновити зйомки фільму за власним сценарієм, проте обидва незабаром виявилися залучені до іншого проекту студії — «Lego: Фільм». Замість повнометражної стрічки студія випустила кілька CGI-серій про Койота та Дорожнього бігуна (Coyote Falls, Fur of Flying, Rabid Rider).
У серпні 2014 року з'явилася інформація, що Ешлі Міллер та Зак Стенц підготують сценарій для фільму під робочою назвою «Acme». Сюжет картини не мав нічого спільного із всесвітом Луні Тюнз і не спирався на сценарій Дженні Слейт від 2012 року. Очікувалося, що до зйомок приєднаються Гленн Фікарра та Джон Рекуа (як співавтори), а також Ден Лінь та Рой Лі (як продюсери).
28 серпня 2018 року видання Variety повідомило про пошук Warner Bros. посада режисера для фільму, який отримав назву «Койот проти Acme». Роботу над сценарієм доручили братам Джону та Джошу Сільберманам, для яких це буде перший великий проект. Продюсером стрічки запросили режисера фільму «Lego Фільм: Бетмен» Кріса Маккея, покинув проект у грудні 2020 року.
У січні 2019 Warner Bros. Animation зробила посаду з назвами своїх запланованих проектів, що знаходяться у розробці. Виробництво фільму «Койот проти Acme» мало розпочатися в період між 2019 та 2020 роками.
17 грудня 2019 року стало офіційно відомо, що на режисерську посаду призначено Дейв Грін. На наступний день у мережі опублікували короткометражний іспанський мультфільм «Afterwork» 2017 року, оповідаючий про випробував нервовий зрив від переробки і погоні за ожилою морквою кролику Ворчуні (англ. Grumpy), і поєднує у собі класичну двовимірну і тривимірну анімації. Луїс Усон, провідний режисер, будучи великим шанувальником творчості Чака Джонса, зізнався, що джерелом натхнення та метафори для нього служило нескінченне переслідування Койотом свого супротивника, яке «завжди закінчується невдачею».
Через рік, 24 грудня 2020 року, з'явилася новина, що до дуету Сільберманов у підготовці сценарію приєднаються продюсер стрічки Джеймс Ґанн, Джеремі Слейтер та Самі Берч. Того ж дня у своєму Твіттер-акаунті Слейтер оголосив про завершення ним чорнового варіанта сюжету за оригінальною ідеєю Ґанна..
Зйомки фільму розпочалися 1 квітня у Альбукерке, штат Нью-Мексико и завершились 28 мая 2022 года. Створенням анімації та візуальних ефектів займається англійська студія DNEG.
У виробництві задіяно 180 членів знімальної групи, 49 головних і другорядних акторів і приблизно 2120 жителів Нью-Мексико, які виступають у ролі масовки.

### Підбір акторів
У чорновому сценарії Брайана Лінча образ адвоката Койота писався спеціально під популярного на той момент Брендана Фрейзера, у подальшому виконав основну роль в іншому фільмі франшизи — «Луні Тюнз: Знову у дії». У відміненому проекті «Acme» на роль голови корпорації розглядався Стів Карелл.
16 лютого 2022 року видання The Hollywood Reporter повідомило, що Джон Сіна зіграє антагоніста фільму. За словами самого Сини, він дуже схвильований новим чином, який відрізнятиметься від його минулих ролей. Актор сподівається, що участь у «Койоті» дасть йому можливість показати себе з іншого боку, і матиме такий самий результат, як в «Миротворець».
9 березня акторський склад поповнили Вілл Форте та Лана Кондор.
В Альбукерке також проводився кастинг на ролі другого плану та захоплення руху.

### Вихід
24 грудня 2020 року названо дату виходу — 21 липня 2023 року. Однак у рамках проведення заходу CinemaCon 2022 Warner Bros. пересунула прем'єру на невизначений термін заради фільмів «Барбі» і «Оппенгеймер».
16 жовтня 2022 року пройшов закритий показ фільму для знімальної групи, про що у своєму TikTok-каналі повідомив Ерік Бауза — постійний актор озвучування персонажів Looney Tunes. 3 червня 2023 року у кінотеатрі AMC Northridge 10 Лос-Анджелеса відбувся обмежений показ фільму для масового глядача. Перегляд був повністю безкоштовним, а відвідувачем міг стати будь-який громадянин чи турист, який заповнив заявку на сайті афіші.
31 грудня 2023 року актор озвучення Ерік Бауза виклав у себе пост зі словами «Побачимося у 2024!!» та кадром з фільму, натякаючи на те, що вихід варто очікувати цього року.
19 березня 2025 надійшла інформація, що незалежна компанія-дистриб'ютор Ketchup Entertainment, раніше отримала права на випуск мультфільму  «Луні Тюнз: Врятувати планету», веде переговори із Warner Bros. про викуп фільму за 50 мільйонів доларів. В разі успіху «Койот проти „Акме“» може бути випущений в кінотеатрах в 2026 року.

## Скасування та повернення
9 листопада 2023 року стало відомо про відміну фільму. Незважаючи на позитивні відгуки та готовність, проект відклали на полицю. Причиною цього стала зміна глобальної стратегії Warner Animation Group у червні 2023 року, невпевненість у прибутку та концентрація на театральних релізах. Студія отримала назад 30 мільйонів доларів у вигляді податків із бюджету в 72 мільйони. Таким чином, це став третій, після «Бетгерл» та «Скубі Ду! Відпочинок з привидами», повністю готовий фільм за останній час, скасований компанією заради податкових відрахувань.
Подивився фільм режисер БенДевід Грабінскі зізнався, що це був найкращий проект з гібридною зйомкою з часів «Хто підставив Кролика Роджера», а кінцівка буквально «змушувала плакати».
Про те, що картина не побачить світ, знімальна команда дізналася того ж дня із соціальних мереж. Режисер фільму Дейв Грін виклав на своєму акаунті пост із висловленням жалю та подяки всім, хто бере участь над проектом, а композитор Стівен Прайс опублікував відео із записом хору однією з музичних тем до фільму.
Проти дій студії щодо фільму висловилися відомі кінематографісти та композитори, зокрема — Філ Лорд та Крістофер Міллер, Скотт Дерріксон і Браян Даффілд, Гері Вітта і Деніел Пембертон, а багато режисерів стали скасовувати свої зустрічі з Warner Bros.
Стівен Берд, один із акторів другого плану, створив петицію з вимогою повернути фільм.
Конгресмен від штату Техас Хоакін Кастро закликав провести розслідування по відношенню до Warner Bros: «Тактика студії щодо відмови від повністю знятих фільмів заради податкових пільг є хижацькою та антиконкурентною… це все одно, що спалити будівлю заради грошей зі страхування», — написав політик.
13 листопада 2023 надійшла інформація, що керівники Warner Bros. Майкл Де Лука та Пем Ебді спільно з главою Warner Animation Біллом Дамашке ведуть переговори про передачу прав на екранізацію стороннім дистриб'юторам, якими можуть стати стримінгові сервіси Amazon Prime, Apple TV і Netflix. Причиною такого рішення було названо протести з боку діячів кіноіндустрії та внутрішні суперечки між студією, знімальною командою та акторами. Представники Warner Bros. відмовилися давати будь-які коментарі щодо даного випадку.
8 грудня видання Deadline повідомило, що найімовірнішим дистриб'ютором може стати компанія Paramount, побажала випустити фільм в кінотеатрах у 2024 році. Другий претендент, Amazon, до цього часу не подали заявку на набуття прав. Сервіс Netflix пропонував суму менше половини вартості бюджету, що не влаштувало Warner Bros, розраховували отримати з продажу понад 70 мільйонів доларів.
19 березня 2025 року видання Deadline повідомило, що компанія Ketchup Entertainment веде переговори про придбання всіх прав на фільм у Warner Bros. за приблизно 50 мільйонів доларів, після того, як вона придбала права на північноамериканську дистрибуцію фільму «Луні Тюнз: Врятувати планету». 31 березня Deadline та Ketchup Entertainment підтвердили, що угоду було укладено, а генеральний директор Ketchup заявив: "Ми дуже раді, що уклали угоду з Warner Bros. Pictures, щоб представити цей фільм глядачам по всьому світу. [Фільм] є ідеальним поєднанням ностальгії та сучасної розповіді, передаючи сутність улюблених персонажів «Looney Tunes» та знайомлячи з ними нове покоління. Ми віримо, що він знайде відгук як серед давніх шанувальників, так і серед новачків".

## Цікаві факти
- У рік публікації есе Яна Фрейзера відбувся вихід 22 серії 7 сезону сіткому «Нічний суд» (англ. Night Count[en]), у якій Койот подавав скаргу на Дорожнього бігуна, але програв справу.[48]
- Койот проти Аcme — другий спільний проект для Вілла Форте і Лани Кондор після Кракен-дівча на ім'я Рубі.
- Частина акторів другого плану, задіяних у фільмі, грали у серіалі «Краще подзвоніть Солу» з тим самим місцем дії (Альбукерке), героєм (дрібний адвокат) та жанром (судова драма).